# Dioctria nigribarba
Dioctria nigribarba là một loài ruồi trong họ Asilidae. Dioctria nigribarba được Loew miêu tả năm 1871. Loài này phân bố ở vùng Cổ Bắc giới.